# Туямуюнская ГЭС
Туямуюнская ГЭС — гидроэлектростанция на реке Амударье, на границе Узбекистана и Туркменистана. Расположена в 74 километрах к юго-востоку от Ургенча (город в Хорезмской области Узбекистана) и в 2 километрах к северу от Газаджака в Лебапском велаяте Туркменистана. Основной задачей ГЭС является подача воды для орошения в Хорезмской области и Каракалпакстане (Узбекистан) и Дашогузском велаяте (Туркменистан), а также на севере вплоть до Казахстана, с попутной выработкой электроэнергии. Помимо орошения, станция также обеспечивает водоснабжение населённых пунктов и промышленности. Большая часть сооружений ГЭС находится на территории Туркменистана, но при этом станция принадлежит Узбекистану и эксплуатируется компанией «Узбекгидроэнерго». Права собственности и режим управления гидроузлом закреплены в четырёх межгосударственных соглашениях между Узбекистанои и Туркменистаном. 

## Конструкция станции
Туямуюнская ГЭС является плотинной русловой гидроэлектростанцией (здание ГЭС входит в состав напорного фронта). Установленная мощность электростанции — 150 МВт, среднегодовая выработка электроэнергии — 470 млн кВт·ч (по другим данным — 395 млн кВт·ч). Туямуюнский гидроузел является сложным ирригационно-энергетическим гидротехническим комплексом, включающим в себя:
- бетонную водосбросную плотину длиной 141 м, с восемью донными водосбросами и одним поверхностным водосбросным пролётом;
- земляную русловую плотину длиной 900 м и максимальной высотой 34 м;
- четыре дамбы;
- Капарасское и Султансанджарское водорегулирующие сооружения с подводящими каналами, обеспечивающие наполнение и сработку одноимённых наливных водохранилищ;
- соединительные каналы между Султансанджарским и Кошбулакским водохранилищем;
- канал осветлённой воды из Султансанджарского водохранилища, с водозаборным сооружением;
- водозаборные сооружения Правобережного (максимальный расход 200 м³/с) и Левобережного (максимальный расход 500 м³/с) магистральных каналов;
- здание ГЭС, в котором установлены шесть вертикальных гидроагрегатов мощностью по 25 МВт. Гидроагрегаты оборудованы поворотно-лопастными турбинами пропускной способностью 190 м³/с, работающими на расчётном напоре 16,4 м,и генераторами ВГС-930/68 УХЛ4;
- открытое распределительное устройство (ОРУ) 110 кВ. Выдача электроэнергии на ОРУ производится с двух силовых трансформаторов (к каждому трансформатору подключены три генератора, выдающтх электроэнергию на напряжении 10,5 кВ;

Напорные сооружения ГЭС образуют четыре водохранилища, одно русловое и три наливных (Капарасское, Султансанджарское и Кошбулакское), полной ёмкостью 7,8 км³ и полезной ёмкостью 5,27 км³, обеспечивающих возможность сезонного регулирования стока:
- Русловое водохранилище имеет площадь при нормальном подпорном уровне (НПУ) 303 км², длину 102 км, полную ёмкость 2,34 км³, полезную ёмкость 2,07 км³, отметку НПУ — 130 м, отметку уровня мёртвого объёма (УМО) — 120 м;
- Капарасское водохранилище имеет площадь при НПУ 70 км², длину 15 км, полную ёмкость 0,96 км³, полезную ёмкость 0,55 км³, отметку НПУ — 130 м, отметку УМО — 120 м;
- Султансанджарское водохранилище имеет площадь при НПУ 149 км², длину 24 км, полную ёмкость 2,69 км³, полезную ёмкость 1,63 км³, отметку НПУ — 130 м, отметку УМО — 116 м;
- Кошбулакское водохранилище имеет площадь при НПУ 128 км², длину 26 км, полную ёмкость 1,81 км³, полезную ёмкость 1,02 км³, отметку НПУ — 130 м, отметку УМО — 120 м.